# Xã Berlin, Quận Delaware, Ohio
Xã Berlin (tiếng Anh: Berlin Township) là một xã thuộc quận Delaware, tiểu bang Ohio, Hoa Kỳ. Năm 2010, dân số của xã này là 6.498 người.